# Cooperative Music
 (février 2011).
Si vous disposez d'ouvrages ou d'articles de référence ou si vous connaissez des sites web de qualité traitant du thème abordé ici, merci de compléter l'article en donnant les références utiles à sa vérifiabilité et en les liant à la section « Notes et références ».

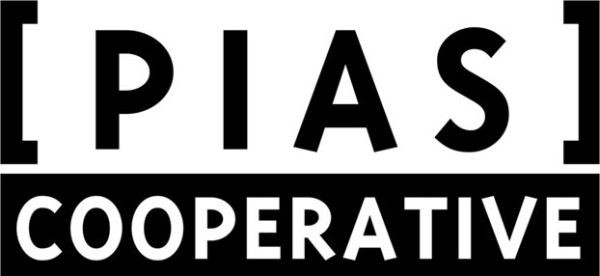
Logo.

Cooperative Music est un regroupement de labels indépendants créé en 2005.
Il assure la promotion, le marketing et la distribution à l’international de labels dont :
- Bella Union (Midlake, Fleet Foxes...),
- Deltasonic (en) (The Coral, The Sand Band...),
- DFA Records (YACHT (en),The Rapture, Shit Robot...),
- Downtown Records (Cold War Kids, Major Lazer...),
- Heavenly Records (en) (Edwyn Collins, The Soft Pack...),
- Kitsuné (Two Door Cinema Club, Delphic, Housse de Racket, Is Tropical...),
- Lex Records (en) (MF Doom, Dangermouse...),
- Moshi Moshi (Au Revoir Simone, Hercules & Love Affair...),
- Spinefarm (Killing Joke, Children of Bodom...),
- V2 Music (Phoenix (groupe), The Black Keys... ),
- Wichita (Bloc Party, Simian Mobile Disco...),
- Transgressive Records (en) (Pulled Apart By Horses, Mechanical Bride).

Les labels conservent leurs choix artistiques.
Il a mis en place des partenariats avec des compagnies de management comme CTRLFRK (Jamaica) et avec des artistes établis auto-produits tels Interpol ou Black Rebel Motorcycle Club. 
Il est présent dans 20 pays, couvrant toute l'Europe ainsi que le Japon, l’Australie, l’Asie du Sud-Est et, depuis début 2011, les États-Unis et le Canada.
En 2013, c'est Play It Again Sam qui a racheté Co-Op Music.